# كورني (الايطالية)
كورني (تنطق بالإيطالي: Coergnè)هي كومونا (بلدية) في مدينة تورينو الحضرية في المنطقة الإيطالية بيدمونت، وتقع على بعد حوالي 35 كيلومتر (22 ميل) شمال تورينو.
تقع كورني عند مصب وادي أوركو، ويحد البلديات التالية: كاستيلامونتي وبونت كانافيزي وبورجالو وكيزانوفا وألبيت وسان كولومبانو بلمونتي وكانيشو وفالبرغا وبراسكورسانو.
تم نشأ كورني في العصور الوسطى بعد ما دمرت مدينة كانفا القديمة بسبب فيضان نهر أوركو.و في وقت لاحق أصبحت تحت أردوين من نسل إيفريا، وبعد ذلك، احتفظ بها آل سافوي. حصلت على لقب المدينة في عام 1932. تشمل معالمها المتحف الأثري في كانافيز (مع نتائج من المنطقة المجاورة، ولا سيما من العصر الحجري الحديث) وساكرو مونتي دي بلمونتي، الواقع في فالبيرجا، على بعد بضعة كيلومترات خارج المدينة.

## روابط خارجية
- www.comune.cuorgne.to.it